# Kánpur
Kánpur (hindsky कानपुर, urdsky کانپور‎ historicky anglicky Cawnpore) je město v severní Indii nacházející se na řece Ganze. Podle cenzu z roku 2011 má 2 767 031 obyvatel.[zdroj?] Ve městě se nachází průmysl bavlnářský, kožedělný, chemický, strojírenský a potravinářský. Město má vlastní letiště a univerzitu. 

## Podnebí
Klima je typické pro severoindické pláně: subtropické s monzunovou sezonou, krátkou zimou a horkým létem. Monzun vrcholí v srpnu a za rok průměrně spadne 881 mm srážek. Podnebí je mimo monzunové období od října do května suché a horké. Průměrná roční teplota zde činí 25,7 °C s výkyvy mezi 15,9 °C v lednu a 33,6 °C v květnu a červnu. 
Světová zdravotnická organizace (WHO) v květnu 2018 evidovala Kanpur jako město s nejvyšší mírou znečištění ovzduší na světě.

## Historie
První souvislé osídlení v místě dnešního Kánpuru bylo založeno v roce 1207. První písemná zmínka o městě pochází z roku 1579.
Od roku 1773 do roku 1801 byl Kanpur součástí království Avadh (také nazývaného jako Oudh). V roce 1801 jej obsadili britští vojáci. Pod vlivem britské východoindické společnosti se v Kanpuru usadilo mnoho společností, což vedlo k rychlému populačnímu růstu města.
Během indického povstání v roce 1857 byl Kanpur jedním z center konfliktu. Povstalci obléhali po nějakou dobu Brity. Brigádní generál Hugh Wheeler bránil posádku před povstaleckými jednotkami pod vedením Nana Sahiba několik týdnů, ale nakonec musel kapitulovat a stáhnout svojí posádku do Prajágrádže. Evakuace probíhala po řece, na stahující lodi nicméně zaútočili indičtí povstalci. Útok přežili pouze čtyři muži a 125 žen a dětí. Město následně dobyla zpět britská vojska pod vedením Henryho Havelocka.
Další roli v rozvoji města sehrála výstavba železnice v polovině 19. století. Hlavní trať byla budována po částech z Haurá přes Kánpur do Dillí. Kánpuru dosáhla v roce 1859, poté probíhala rychlý industrializace a růst počtu obyvatel města. Nové podniky se věnovaly hlavně výrobě textilu a zpracování kůže.

## Doprava
Nejbližší mezinárodní letiště se nachází ve městě Laknaú. 
Železniční spojení má Kánpur s městy Ágra (Železniční trať Kanpur–Dillí), Farrukhabad, Laknaú, Mugalsaráj (Železniční trať Mugalsaráj–Kánpur), Džhánsí a Banda. Místní hlavní nádraží patří k vysoce frekventovaným v celé Indii.
Veřejnou dopravu zajišťují tuk-tuky jako v řadě indických měst. Výhledově má být vybudováno metro.